# La Teula
La Teula o Can Sissí Nou és un edifici situat a la finca de Can Sissí de Vallvidrera (Barcelona), catalogat com a bé amb elements d'interès (C).

## Història
Va ser feta construir el 1906 per Joan Grau, propietari de la finca. Els plànols els va signar el  mestre d'obres Ramon Ribera i Rodríguez, però sembla que l'autor real va ser Arnau Calvet, que llavors era arquitecte municipal de Sarrià. Fou concebut en origen per a l'activitat de berenador; disposava la totalitat de la planta baixa per a menjadors, cuina i serveis, i la planta pis de dimensions més reduïdes per habitatge de la família que el menava. El 1916, l'arquitecte Josep Masdeu va ampliar els cossos laterals, sobrealçats una planta, mantenint el mateix estil original.
El nom de la casa prové de la desapareguda font de la Teula.

## Descripció
És un edifici modernista, amb influència del moviment de la Secessió de Viena, format per tres cossos disposats simètricament, amb el volum central més alt, que sobresurt respecte a la línia de façana.